# François Jean Lefebvre

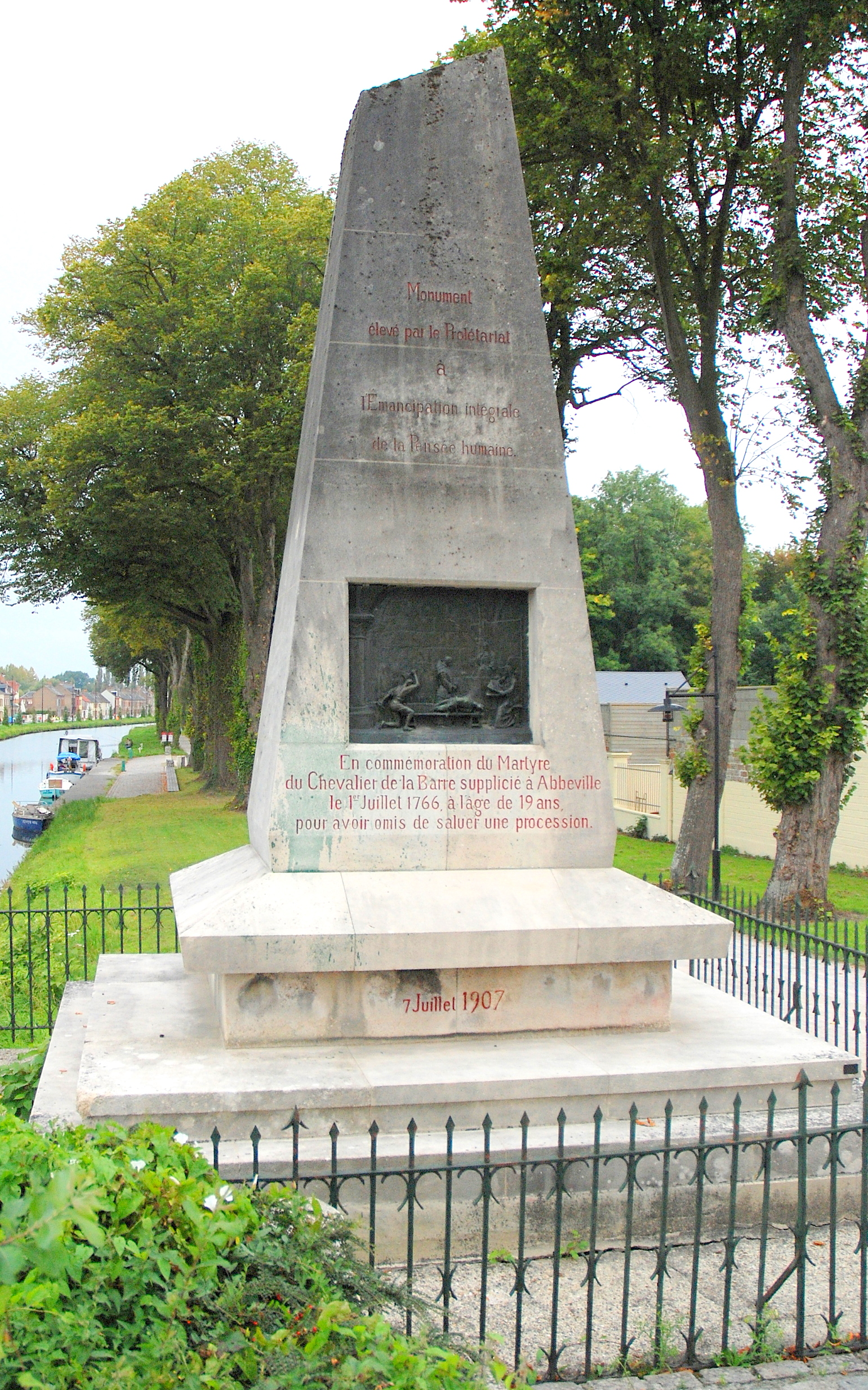
Monumento a La Barre en Abbeville.

François-Jean Lefebvre, conocido como caballero de La Barre o (en francés) chevalier de La Barre (12 de septiembre de 1745 – 1 de julio de 1766), fue un noble francés conocido por haber sido torturado, decapitado y quemado en la hoguera por no haberse quitado el sombrero al paso de una procesión y por haber dicho entre amigos frases consideradas blasfemas. En Francia se le considera símbolo de la intolerancia religiosa, junto con Jean Calas y Pierre-Paul Sirven.

## Historia
El 9 de agosto de 1765 apareció dañado un crucifijo que estaba colocado en un puente de Abbeville y la investigación policial que se llevó a cabo no pudo determinar quién fue el autor de la acción. El obispo de Amiens excitó el ánimo de la población y amenazó con excomulgar a todo aquel que tuviese alguna información y no lo denunciase a las autoridades.
Abierta de nuevo la investigación, se admitieron incluso delaciones y pruebas falsas que en ocasiones no tenían relación con los hechos. Du Maisniel de Balleval, un juez local que estaba enemistado con La Barre, aprovechó la ocasión para afirmar que había visto a François Jean Lefebvre y a dos amigos, Gaillard d’Étallonde y Moisnel, no quitarse el sombrero, y tampoco hacer una genuflexión, al pasar un procesión frente a ellos en 1765, cantar canciones impías y ejecutar otros actos considerados sacrílegos.
Registrada la vivienda de La Barre, se encontraron en ella tres libros prohibidos, uno de los cuales era el Diccionario filosófico de Voltaire.
De los tres amigos, Moisnel, de 15 años, fue absuelto, y Gaillard d’Étallonde, de 18 años, fue condenado a tortura y a ser quemado en la hoguera; no obstante, logró huir antes de que se aplicase la pena. El caballero de la Barre, de 19 años, confiando en que gracias a las buenas relaciones de su familia lograría una reducción de la condena, no preparó su fuga. Fue torturado para lograr que confesase sus supuestos crímenes y, a pesar de negar las acusaciones, finalmente fue condenado por el Parlamento de París, el 4 de junio de 1766, a tortura, muerte por decapitación y a ser quemado en la hoguera junto con un ejemplar del Diccionario filosófico. La sentencia por blasfemia fue ejecutada en Abbeville el 1 de julio de 1766.

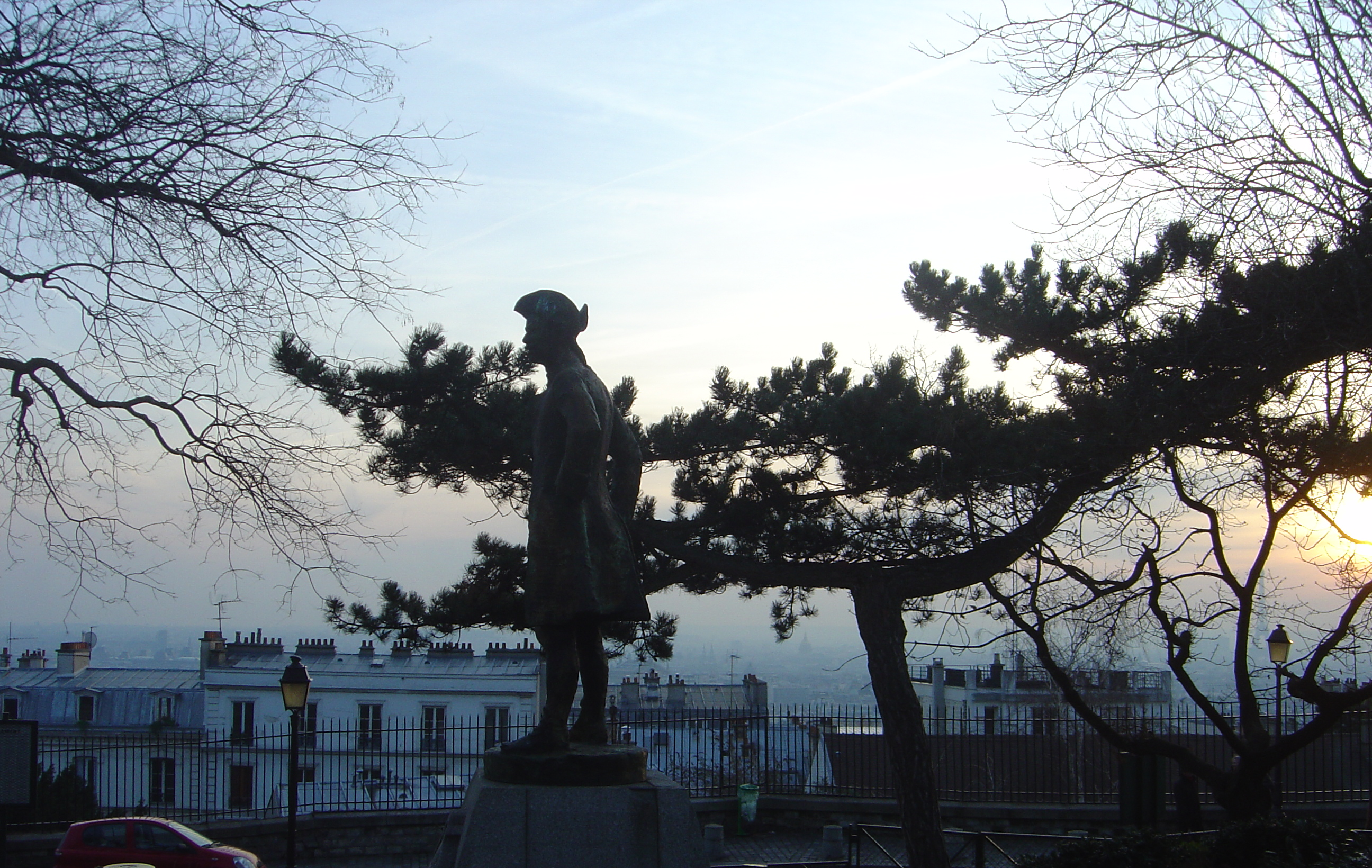
Estatua del caballero de la Barre, en París, Montmartre.

Voltaire se interesó por el proceso y tuvo conocimiento de la sentencia con un mes de retraso, el mismo día en que esta se ejecutó, pero creía que no existía base legal para la misma. El 15 de julio de 1766 redactó la Relation de la mort du chevalier de la Barre que dirigió a Cesare Beccaria, y en 1775, Le cri du sang innocent, por los que sería condenado, sin que llegase a cumplirse la sentencia por encontrarse en Suiza. Poco antes de redactar este último texto, en 1774, intentó sin éxito la revisión del proceso y la rehabilitación del joven. Esta solo se lograría el 25 de Brumario del año II (1 de noviembre de 1794) mediante un decreto de la Convención Nacional.
En 1897, un comité de librepensadores obtuvo permiso para erigir una estatua de La Barre frente a la basílica del Sacré-Cœur en París, que fue emplazada finalmente en 1905, después de que se oficializase la separación Iglesia-Estado en Francia. Más tarde, en 1926, fue trasladada al cercano parque Nadar y en 1941 fue desmontada y fundida por orden del gobierno de Vichy. El 24 de febrero de 2001 se instaló en el mismo lugar una nueva estatua con la siguiente inscripción en el pedestal: «La tolerancia universal es la más grande de las leyes».
En 1902 comenzaron a celebrarse en Abbeville actos de recuerdo en el lugar en que fue ajusticiado La Barre y el 7 de julio de 1907 se inauguró un monumento financiado por suscripción popular. Desde esa fecha, el primer domingo de julio se realiza cada año una manifestación que, partiendo del monumento, atraviesa el centro de la ciudad y finaliza en el mismo sitio donde sufrió el suplicio.